# Veretillum cynomorium
Veretillum cynomorium är en korallart som först beskrevs av Peter Simon Pallas 1766.  Veretillum cynomorium ingår i släktet Veretillum och familjen Veretillidae. Inga underarter finns listade i Catalogue of Life.